# Бар-сюр-Сен (замок)
Бар-сюр-Сен (фр. Bar-sur-Seine) — разрушенный в конце XVI века средневековый замок в Бургундии. Его важность объяснялась расположением на границе между Шампани (вассальное графство короля Франции) и Бургундией (герцогство, входившее в союз с англичанами во время Столетней войны).

## История
- XI век: Бургундское герцогство включает графство Бар-сюр-Сен под властью Милона I.
- XIII век: первое здание, приспособленное и перестроенное в XV веке.
- 17 августа 1219 г.: Смерть Милона IV Барского во время крестовых походов.
- 1273: Бар-сюр-Сен переходит в руки графов Шампанских (Анри III ле Гро).
- 14 августа 1284 года: Бар-сюр-Сен переходит в руки короля Франции после свадьбы Жанны де Наваррской (родившейся в Бар-сюр-Сен) с Филиппом IV ле Белем.
- 21 мая 1410 г.: Труаский договор уступает Бар-сюр-Сен герцогам Бургундским.
- 5 января 1477 г.: смерть герцога Бургундского Карла Смелого; Бар-сюр-Сен возвращается во владение французской короны.
- 1594: Местные жители извлекают выгоду из политических беспорядков, вызванных религиозными войнами, и разрушают замок.